# Bergtjärnen (Edefors socken, Norrbotten)
Bergtjärnen är en sjö i Bodens kommun i Norrbotten och ingår i Luleälvens huvudavrinningsområde. Sjön har en area på 0,116 kvadratkilometer och ligger 151 meter över havet.

## Delavrinningsområde
Bergtjärnen ingår i det delavrinningsområde (736351-173203) som SMHI kallar för Utloppet av Bredträsket. Medelhöjden är 178 meter över havet och ytan är 25,42 kvadratkilometer. Räknas de 2 avrinningsområdena uppströms in blir den ackumulerade arean 73,32 kvadratkilometer. Bredträskbäcken (Költräskbäcken) som avvattnar avrinningsområdet har biflödesordning 3, vilket innebär att vattnet flödar genom totalt 3 vattendrag innan det når havet efter 111 kilometer. Avrinningsområdet består mestadels av skog (63 procent) och sankmarker (19 procent). Avrinningsområdet har 3,33 kvadratkilometer vattenytor vilket ger det en sjöprocent på 13,1 procent.